# Südbarsche
Die Südbarsche (Percilia) sind eine Gattung barschverwandter Süßwasserfische. Sie kommen in Flüssen im südlichen und mittleren Chile vor. Die Gattung wurde früher in eine eigenständige Familie, die Perciliidae, gestellt. Sie steht jedoch phylogenetisch tief in der Familie der Dorschbarsche (Percichthyidae).

## Merkmale
Südbarsche werden neun Zentimeter lang. Sie haben zwei Rückenflossen. Die erste wird von neun bis zehn Flossenstacheln, die zweite von 12 bis 14 Weichstrahlen gestützt. Die Afterflosse hat drei Flossenstacheln und 11 bis 13 Weichstrahlen. Der weichstrahlige Teil der Rücken- und Afterflosse ist beschuppt. An der Flossenbasis der Brustflossen befindet sich ein schwarzer Fleck.

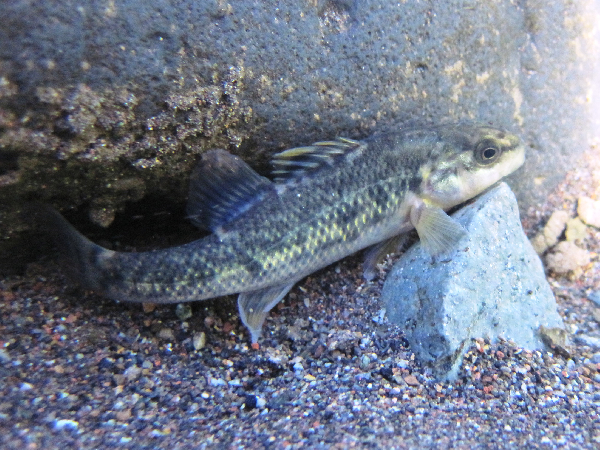
Percilia irwini

Percilia gillissi legt seine Eier in die Hohlräume des Süßwasserschwamms Spongilla igloviformis, die dort vom Männchen bewacht werden. Durch den Wasserstrom, den der Schwamm erzeugt, werden Eier, Larven und Jungfische gut mit Sauerstoff versorgt. Erst mit einer Länge von 8 bis 10 mm verlassen die Jungfische den Schwamm.

## Arten
- Percilia gillissi  Girard, 1855
- Percilia irwini  Eigenmann, 1928